# 陳念君
陳念君（Georgina Chan Nim Kwan，1979年10月23日—），香港女演員，曾為香港無綫電視基本藝人合約女藝員。

## 簡介
陳念君2001年畢業於第15期無綫電視藝員訓練班，同期畢業的學員有章志文、夏竹欣、殷櫻等人。早期飾演角色主要以跑龍套爲主，她在2003年參演無綫電視劇《洗冤錄II》飾演小桃及2011年飾演《法證先鋒III》的馮曉靜一角爲人熟識。2011年底爲照顧家庭而暫時離開無綫電視，直至2013年重返無綫電視接拍劇集《熟男有惑》客串飾演棄嬰母親吳愛芷一角重新讓觀衆留意。2022年離開效力21年的無綫電視，將回流加拿大。

## 感情生活
陳念君於2004年與同爲無綫電視的演員章志文結婚，2009年兩人共產下一子章皓謙（Micah）。

## 演出作品

### 電視劇（無綫電視）

#### 2000年
- 男親女愛 飾 法庭文員（第12集）、女伴（第22集）

#### 2001年
- 美味情緣 飾 Mark妻（第18集）
- 尋秦記 飾 新聞報導員（第1集）
- 皆大歡喜 飾 婦人（第51、72集）

#### 2002年
- 無頭東宮 飾 喜嫂
- 皆大歡喜 飾 女子（第126集）、美女（第175集）、少女（第189集）、嘉欣（第200集）、母親（第215集）、路人（第245集）、婦（第273集）、妓女（第277、303集）
- 烈火雄心II 飾 叉燒母（第7集）、似琳女子（第17集）

#### 2003年
- 洗冤錄II 飾 小桃（第3-5、7-8、15-17集）
- 十萬噸情緣 飾 婢女（第7集）
- 皆大歡喜 飾 侍應（第18、20集）、紅姐（第43集）、指甲師（第74集）、女白領（第105集）、女子（第113集）、中環職員（第140集）、甘太（第158集）、新娘（第163集）
- 衛斯理 飾 護士
- 金牌冰人 飾 女扒手
- 美麗在望 飾 檢控助手（第11集）
- 衝上雲霄 飾 飛揚航空職員（第6、9、16、19-21、23、31-33集）、接待員（第15集）

#### 2004年
- 皆大歡喜 飾 女職員（第171集）、戲院職員（第189集）、嬰兒母（第196集）、小孩母（第207集）、八婆（第262集）、記者（第304、328、330集）、何姑姑（第338集）、店員（第351集）、家碧（第384集）、新聞主持（第408集）、途人（第424集）
- 翡翠戀曲 飾 珠寶展賓客
- 金枝慾孽 飾 宮女
- 天涯俠醫 飾 黃太

#### 2005年
- 皆大歡喜 飾 GiGi（第431集）、院長（第434集）
- 我師傅係黃飛鴻 飾 村婦
- 甜孫爺爺 飾 店員
- 御用閒人 飾 容貴妃
- 學警雄心 飾 Nicole
- 老婆大人 飾 女子
- 情迷黑森林 飾 護士
- 妙手仁心III 飾 Gigina
- 酒店風雲 飾 少婦、天氣小姐
- 肝膽崑崙 飾 街婦

#### 2006年
- 施公奇案 飾 阿君
- 天幕下的戀人 飾 Zoe
- 飛短留長父子兵 飾 花店老闆
- 刑事情報科 飾 催眠師
- 鳳凰四重奏 飾 路人
- 肥田囍事 飾 空姐

#### 2007年
- 同事三分親 飾 孕婦（第4集）、伍仁（年青）（第272集）
- 學警出更 飾 孤兒院社工
- 歲月風雲 飾 婦科醫生
- 爸爸閉翳 飾 Jenny
- 鐵咀銀牙 飾 銀鈴
- 兩妻時代 飾 女徵婚者

#### 2008年
- 野蠻奶奶大戰戈師奶 飾 秘書
- 金石良緣 飾 記者
- 古靈精探 飾 珠珠
- 原來愛上賊 飾 記者
- 師奶股神 飾 Nancy
- 甜言蜜語 飾 Lily
- 疑情別戀 飾 杜太
- 當狗愛上貓 飾 Miki
- 法證先鋒II 飾 冼醫生
- 少年四大名捕 飾 鄧大嫂
- 珠光寶氣 飾 Sally

#### 2009年
- 學警狙擊 飾 老闆（第7集）
- ID精英 飾 朋友
- 畢打自己人 飾 陳姑娘（第172集）
- 烈火雄心3 飾 陳念君（第12集）

#### 2010年
- 女王辦公室 飾 凌笑淇母親
- 讀心神探 飾 凌綽姿
- 談情說案 飾 Miss Lee

#### 2011年
- 你們我們他們 飾 Iris
- 誰家灶頭無煙火 飾 知客
- 真相 飾 譚太（第17集）
- 法證先鋒III 飾 馮曉靜
- 天與地 飾 護士（第13-14集）

#### 2012年
- 飛虎 飾 趙婉曼

#### 2013年
- 熟男有惑 飾 吳愛芷
- My盛Lady 飾 剩女
- 舌劍上的公堂 飾 丁陳氏

#### 2014年
- 新抱喜相逢 飾 梁婉琴
- 愛·回家 (第一輯) 飾 老師、吳姑娘（第471、614集）
- 叛逃 飾 醫生（第9-10集）
- 忠奸人 飾 陈姑娘
- 載得有情人 飾 方綺琴
- 我们的天空 飾 朱师奶
- 名門暗戰 飾 護士
- 飛虎II 飾 妓女（第7集）

#### 2015年
- 四個女仔三個BAR 飾 醫生（第19集）

#### 2016年
- 愛·回家 (第二輯) 飾 傑傑媽咪
- 愛·回家之八時入席 飾 芳姐
- 幕後玩家 飾 生秘書

#### 2017年
- 親親我好媽 飾 陳雪瑩
- 與諜同謀 飾 職員
- 愛·回家之開心速遞 飾 Rose（第146集）、女師父（第200集）
- 老表，畢業喇！ 飾 家長

#### 2018年
- 波士早晨 飾 林鑫鑫
- BB來了 飾 李家二房太太
- 特技人 飾 職員

#### 2019年
- 愛·回家之開心速遞 飾 蘇柔美（第586-587、813集）
- 她她她的少女時代 飾 失戀女（第7-9集）、風朋友（第19-20集）
- 金宵大廈 飾 母親（第7集）
- 街坊財爺 飾 娟（第22-23集）
- 牛下女高音 飾 黑仔弟婦（第5集）

#### 2020年
- 黃金有罪 飾 姊妹（第4集）
- 法證先鋒IV 飾 花店老闆娘（第8集）
- 那些我愛過的人 飾 歐麗馨（年輕）（第15-16集）
- 過街英雄 飾 謝太（第4-5集）
- 踩過界II 飾 法官（第20-21集）

#### 2021年
- 愛美麗狂想曲 飾 店員（第21集）
- 寶寶大過天 飾 港媽顧客（第8集）
- 七公主 飾 林姑娘（第2-3、14、16、19、21集）
- 把關者們 飾 藥房職員（第27集）
- 換命真相 飾 記者（第1、7、14、20-21集）
- 星空下的仁醫 飾 護士長（第6、15集）
- 拳王 飾 侍應（第12、20集）
- 異搜店 飾 客人（第1集）

#### 2022年
- 青春不要臉 飾 師奶（第7、11、14集）
- 雙生陌生人 飾 訓導主任（第14集）
- 回歸光影頌: 母親的乒乓球 飾 家長
- 回歸光影頌: 曙光 飾 耀祖母
- 童時愛上你 飾 職員（第17集）
- 白色強人II 飾 Dr. Wong
- 痞子殿下 飾 馬妻

#### 2023年
- 新四十二章 飾 陳姑娘（第5集）
- 隱形戰隊 飾 醫生（第20集）
- 法言人 飾 歐官（第12、25集）

### 電影
- 2003年：伴我驕陽 飾 秘書
- 2004年：冥約 飾 醫生

### 參與節目
- 2013年 都市閒情（第374、442集）[5][6]

## 外部連結
1. ↑  . 晴報. 2022-03-17  [2022-04-26]. （原始内容存档于2022-06-11）.
2. ↑  . 雅虎香港. 2022-03-17  [2022-04-26]. （原始内容存档于2022-06-11）.
3. ↑  .   [2013-10-08]. （原始内容存档于2019-06-25）.
4. ↑  .   [2014-04-10]. （原始内容存档于2020-08-18）.
5. ↑  .   [2013-10-08]. （原始内容存档于2020-03-28）.
6. ↑  .   [2013-10-08]. （原始内容存档于2020-03-28）.